# Vignot
Vignot é uma comuna francesa na região administrativa de Grande Leste, no departamento de Meuse. Estende-se por uma área de 16,02 km². Em 2010 a comuna tinha 1 346 habitantes (densidade: 84 hab./km²).